# Ronald Gene Simmons
Ronald Gene Simmons (* 15. Juli 1940 in Chicago, Illinois; † 25. Juni 1990 in Arkansas) war ein US-amerikanischer Massenmörder. Vom 22. bis 28. Dezember 1987 ermordete er 14 Mitglieder seiner Familie sowie zwei weitere Menschen. Er wurde mit der Giftspritze hingerichtet.

## Leben
Ronald Gene Simmons wurde am 15. Juli 1940 in Chicago als Sohn von Loretta und William Simmons geboren. Am 31. Januar 1943 starb sein Vater durch einen Schlaganfall; seine Mutter heiratete daraufhin William Griffen, einen Techniker der United States Army. Am 15. September 1957 verließ Ronald Simmons die Schule und ging zur US Navy, bei der er in der Bremerton Naval Base in Washington stationiert wurde. Am 9. Juli 1960 heiratete er Rebecca Ulibarri, mit der er in den nächsten 18 Jahren sieben Kinder zeugte. Im Jahre 1963 verließ er die Navy und ging zur Air Force, für die er bis zum 30. November 1979 arbeitete und im Rang eines Master Sergeant aus dem Dienst schied. Während seiner insgesamt 22-jährigen Militärzeit wurde er unter anderem mit dem Bronze Star, dem Republic of Vietnam Cross und dem Air Force Ribbon ausgezeichnet.
Am 3. April 1981 wurde bekannt, dass er ein Kind mit einer seiner eigenen Tochter gezeugt hatte, die überdies noch minderjährig war. Aus Angst vor einer Verhaftung floh er nach Ward im Lonoke County und im Sommer 1983 weiter nach Dover im Pope County. Er hielt sich mit mehreren schlecht bezahlten Jobs in der Nähe der Stadt Russellville über Wasser.

## Mordserie
Am Morgen des 22. Dezember 1987 erschoss er seine Ehefrau Rebecca sowie seinen Sohn Gene und erdrosselte seine dreijährige Tochter Barbara. Er warf die drei Leichen in eine Senkgrube, trank ein Bier und wartete auf die Rückkehr seiner Kinder Loretta, Eddy, Marianne und Becky. Als diese mit dem Schulbus ankamen, lockte er sie einzeln unter dem Vorwand, ihnen Weihnachtsgeschenke zu geben, in einen Raum und erdrosselte sie nacheinander. Er deponierte die Leichen in Regenfässern und wartete auf den Mittag des 26. Dezember, als die restlichen Familienmitglieder zum jährlichen Weihnachtsbesuch kamen. Seinen Sohn Billy und seine Schwiegertochter Renata erschoss er, seinen Enkel Trae erwürgte er mit einem Seil. Danach erschoss er seine Tochter Sheila und deren Ehemann Dennis McNulty, bevor er noch seinen Enkel Michael und Sylvia Gail, das Mädchen, das er mit einer seiner eigenen Tochter gezeugt hatte, erdrosselte. Anschließend legte er alle 14 Opfer seiner Familie ins Foyer seines Hauses, setzte sich die nächsten zwei Tage vor den Fernseher und trank Bier.
Am Morgen des 28. Dezember fuhr Simmons zu einer Anwaltskanzlei nach Russellville und erschoss die junge Kathy Kendrick, die ihm laut seiner Aussage „immer wieder Probleme bereitete“. Danach fuhr er zum Büro eines Ölkonzerns, erschoss den Mitarbeiter Jim Chaffin und verwundete den Besitzer. Danach verletzte er zwei Menschen in einem Kaufhaus und eine Frau in einem Büro der Woodline Motor Freight Company. Einer weiteren Büroangestellten befahl er, die Polizei zu alarmieren, der er sich anschließend widerstandslos ergab.

## Verurteilung und Hinrichtung
Ronald Simmons wurde für zurechnungsfähig erklärt und am 12. Mai 1988 wegen Mordes an Kathy Kendrick und Jim Chaffin sowie versuchten Mordes in vier Fällen zum Tode sowie zusätzlich 147 Jahren Haft verurteilt. Am 16. März 1989 wurde er wegen Mordes an seinen 14 Familienangehörigen erneut zum Tode verurteilt. Simmons verzichtete auf jegliche Rechtsmittel gegen das Todesurteil und sagte aus, dass er eine rasche Hinrichtung wünsche. Dies führte zum Fall Whitmore v. Arkansas, in dem der Oberste Gerichtshof am 24. April 1990 entschied, dass eine Berufung gegen die Todesstrafe gegen den Willen des Verurteilten nicht zulässig ist. Zwei Monate später, am 25. Juni 1990, wurde Ronald Simmons in Arkansas mit der Giftspritze hingerichtet. Dies war die kürzeste Zeit zwischen erstinstanzlicher Verurteilung und Hinrichtung in den USA seit der Wiedereinführung der Todesstrafe 1976. Seine letzten Worte waren: „Justice delayed finally be done is justifiable homicide.“